# Yeon Woo
Yeon Woo (연우?, Yeon ULR, Yǒn UMR; Seul, 1º aprile 1981) è una cantante pop sudcoreana, sotto contratto con la MBC.

## Biografia
Nel 1999, insieme ad altre quattro cantanti, formò un girl group di nome T.T.MA, nel quale usava lo pseudonimo Yu Jin. Dopo lo scioglimento del gruppo nel 2002, per il quale la stessa Yeon Woo ha espresso rammarico, ha temporaneamente lasciato l'industria musicale.
È poi tornata nel 2007, con una nuova immagine ed un nuovo nome, pubblicando il primo singolo solista Dan Harureul Salado. La versione digitale di quest'ultimo è arrivata prima nella classifica dei download musicali del mese di giugno di quell'anno. Ad agosto dello stesso anno, Yeon Woo ha poi pubblicato un singolo intitolato Season in the Sun, remake di un album giapponese.
Ad aprile del 2008 ha pubblicato il suo primo vero LP, Yeon Woo 1st.

## Discografia
- 2007 – Dan Harureul Salado (단 하루를 살아도)
- 2007 – Season in the Sun
- 2008 – Yeon Woo 1st